# توبی همینگوی
توبی همینگوی (انگلیسی: Toby Hemingway؛ زادهٔ ۲۸ مهٔ ۱۹۸۳) یک هنرپیشه اهل انگلستان است. از فیلم‌ها یا برنامه‌های تلویزیونی که وی در آن نقش داشته‌است می‌توان به قوی سیاه، سر وقت و میثاق اشاره کرد.